# Юнацька збірна Монголії з футболу (U-17)
Юнацька збірна Монголії з футболу (U-17) — національна футбольна збірна Монголії, що складається із гравців віком до 17 років. Керівництво командою здійснює Футбольна федерація Монголії .
Головним континентальним турніром для команди є Юнацький кубок Азії, який з 2008 року розігрується серед команд з віковим обмеженням до 16 років, і успішний виступ на якому дозволяє отримати путівку на Чемпіонат світу (U-17). Також може брати участь у товариських і регіональних змаганнях.